# Distrito arqueológico del lago Monroe
El Distrito arqueológico del lago Monroe (en inglés: Monroe Lake Archeological District) es un sitio histórico ubicado en Homestead, Florida. El Distrito arqueológico del lago Monroe se encuentra inscrito como un Distrito Histórico en el Registro Nacional de Lugares Históricos desde el 5 de noviembre de 1996.

## Ubicación
El Distrito arqueológico del lago Monroe se encuentra dentro del condado de Miami-Dade en las coordenadas 25°10′31″N 80°44′39″O / 25.175278, -80.744167.